# Markeh
Markeh (persiska: مرکه) är en ort i Iran.   Den ligger i provinsen Khorasan, i den östra delen av landet, 900 km öster om huvudstaden Teheran. Markeh ligger 1 434 meter över havet och antalet invånare är 154.
Terrängen runt Markeh är huvudsakligen kuperad, men österut är den bergig. Runt Markeh är det glesbefolkat, med 12 invånare per kvadratkilometer. Närmaste större samhälle är Mākhūnīk, 10,0 km väster om Markeh. Trakten runt Markeh är ofruktbar med lite eller ingen växtlighet.